# ريتشارد سبونغ
ريتشارد سبونغ (بالسويدية: Richard Spong) (23 سبتمبر 1983 بفالون في السويد - ) هو لاعب كرة قدم سويدي في مركز الدفاع. شارك مع منتخب السويد تحت 19 سنة لكرة القدم. أما مع النوادي، فقد لعب مع كوفنتري سيتي ونادي برومابويكارنا ونادي نوركوبنغ ونادي يورغوردينس وIK Frej ‏ وغايس غوتنبرغ.

## وصلات خارجية
- ريتشارد سبونغ على موقع اتحاد السويد (السويدية)
- ريتشارد سبونغ على موقع قاعدة بيانات كرة القدم.إي يو (الإنجليزية)